# Penitentiair verlof
Het penitentiair verlof is in België een strafuitvoeringsvorm die toegekend wordt door de minister van Justitie, meer bepaald door de Dienst Individuele Gevallen (DIG).
De wettelijke basis voor het penitentiair verlof is de wet van 17 mei 2006 en haar begeleidende rondzendbrief.
Het penitentiair verlof laat de veroordeelde toe de gevangenis driemaal 36 uren per trimester te verlaten. Het onderbreekt de uitvoering van de vrijheidsstraf niet.

Via deze modaliteit heeft de veroordeelde de mogelijkheid om familiale en sociale contacten te onderhouden en wordt de sociale re-integratie voorbereid.
Het penitentiair verlof kan worden toegekend één jaar voorafgaand aan de toelaatbaarheidsdatum voor de voorwaardelijke invrijheidstelling.

## Andere strafuitvoeringsvormen

### Toegekend door DIG
- de uitgaansvergunning
- de strafonderbreking

### Toegekend doorstrafuitvoeringsrechtbanken
- de beperkte detentie
- het elektronisch toezicht
- de voorwaardelijke invrijheidstelling
- de voorlopige invrijheidstelling